# Gadiformes
Gadiformes ali trskam podobne ribe so red rib žarkoplavutaric, ki ga poznamo tudi pod imenom Anacanthini. V ta red sodi veliko družin gospodarsko pomembnih vrst. Red je razširjen po vseh svetovnih oceanih, nekaj vrst pa je tudi sladkovodnih.